# Wenzel Gillar
Wenzel Gillar, též Václav Gillar (25. září 1824 Příbor – 27. prosince 1903 Příbor), byl rakouský lékař a politik z Moravy; poslanec Moravského zemského sněmu.

## Biografie
Byl synem Josefa Gillara, soukeníka z Příbora, a Terezie Hinnerové. Působil jako městský lékař v Příboru. Získal čestné občanství města Příbora. Dlouhodobě zasedal v obecním zastupitelstvu i městské radě. Byl dlouholetým členem sboru dobrovolných hasičů.
V 70. letech se zapojil i do vysoké politiky. V zemských volbách v prosinci 1871 byl zvolen na Moravský zemský sněm, za kurii městskou, obvod Příbor, Frankstadt, Místek. Volba ale byla zpochybněna, protože o mandát se přeli Gillar a Adolf Raška. Nakonec sněm v listopadu 1872 uznal volbu Gillara. Slib složil 7. listopadu 1872.
Ačkoliv pocházel z jazykově českého prostředí, v zemské politice stál na straně německého tábora. Český tisk v době zemských voleb roku 1871 uvádí, že Gillar se chová jako nejzuřivější Němec, což je s podivem, protože s pisatelem článku nikdy nemluvil německy. Když neúspěšně kandidoval v zemských volbách v roce 1884, byl uváděn jako ústavácký kandidát (tzv. Ústavní strana, liberálně, německy a centralisticky orientovaná). List Moravská orlice roku 1884 napsal, že „panu Vácslavu Gillarovi nebylo toho věru potřebí, aby na stará kolena dal se strhnouti od našich nepřátel v zápas národních stran a aby postavil se proti naší straně, která mu nikdy ničím neublížila. Neměl by tento p. Vácslav Gillar zapomínati, že pochází z rodičů českých, kteří ani německy neuměli.“ V zemských volbách v roce 1890 podporoval německého kandidáta, za což byl českým tiskem zařazen do skupiny příborských voličů, kteří hlasovali proti nám.

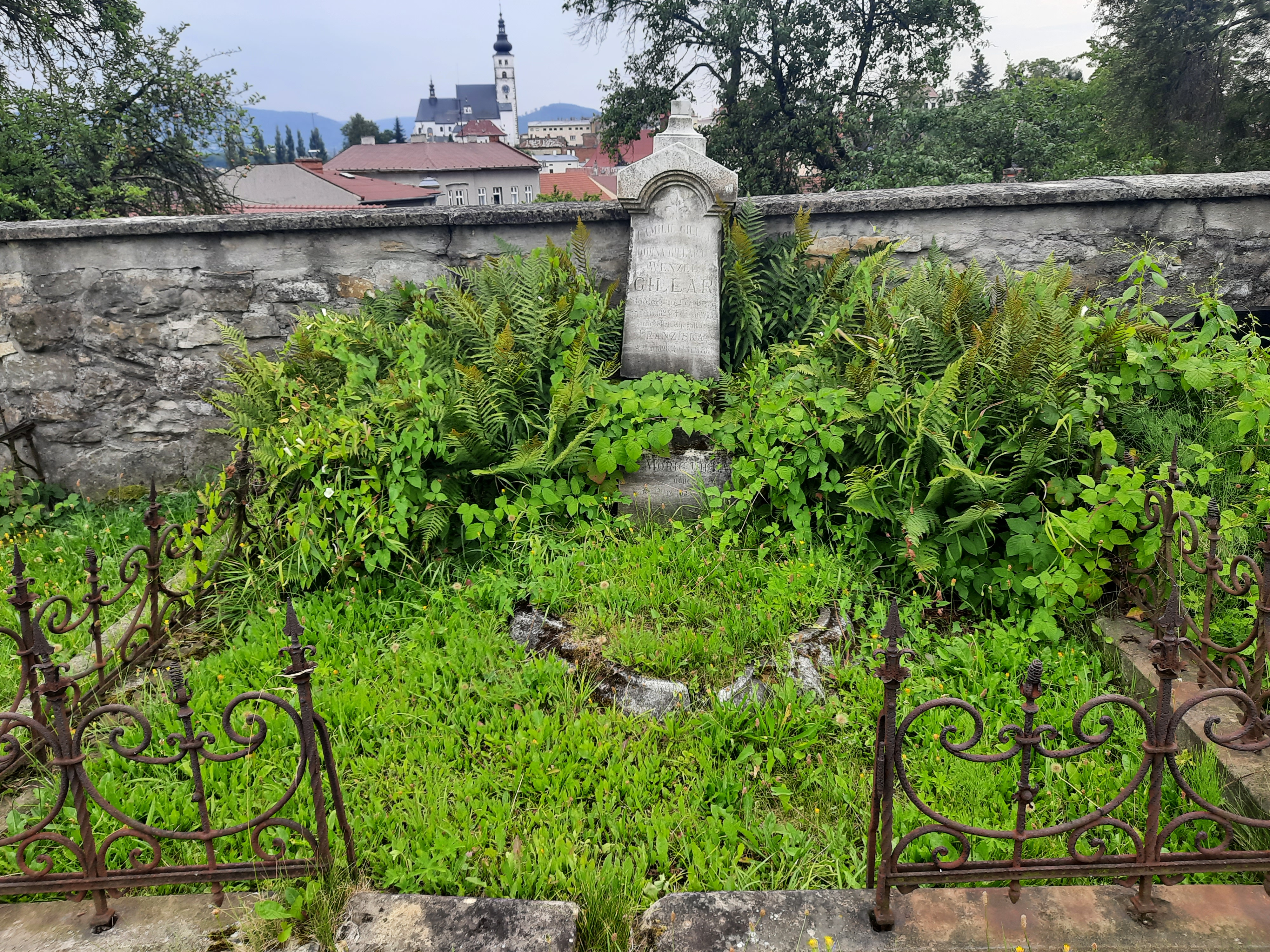
Hrob rodiny Gillarovy na starém hřbitově v Příboře

Zemřel v prosinci 1903 v Příboře ve věku 78 let a pohřben byl na zdejším statém městském hřbitově. Český tisk v nekrologu zesnulého popisuje jako muže známého svou dobrosrdečností a lidumilností. Příčinou úmrtí byla sešlost věkem.
Měl tři syny. Jeden působil jako lékárník v Jablunkově, další byl městským lékařem ve Vyškově a třetí učitelem v Příboru.